# Universidad de Veliko Tarnovo
La Universidad de Veliko Tárnovo (en búlgaro: Великотърновски университет, abreviada como VTU) es una institución educativa en Veliko Tárnovo, Bulgaria.

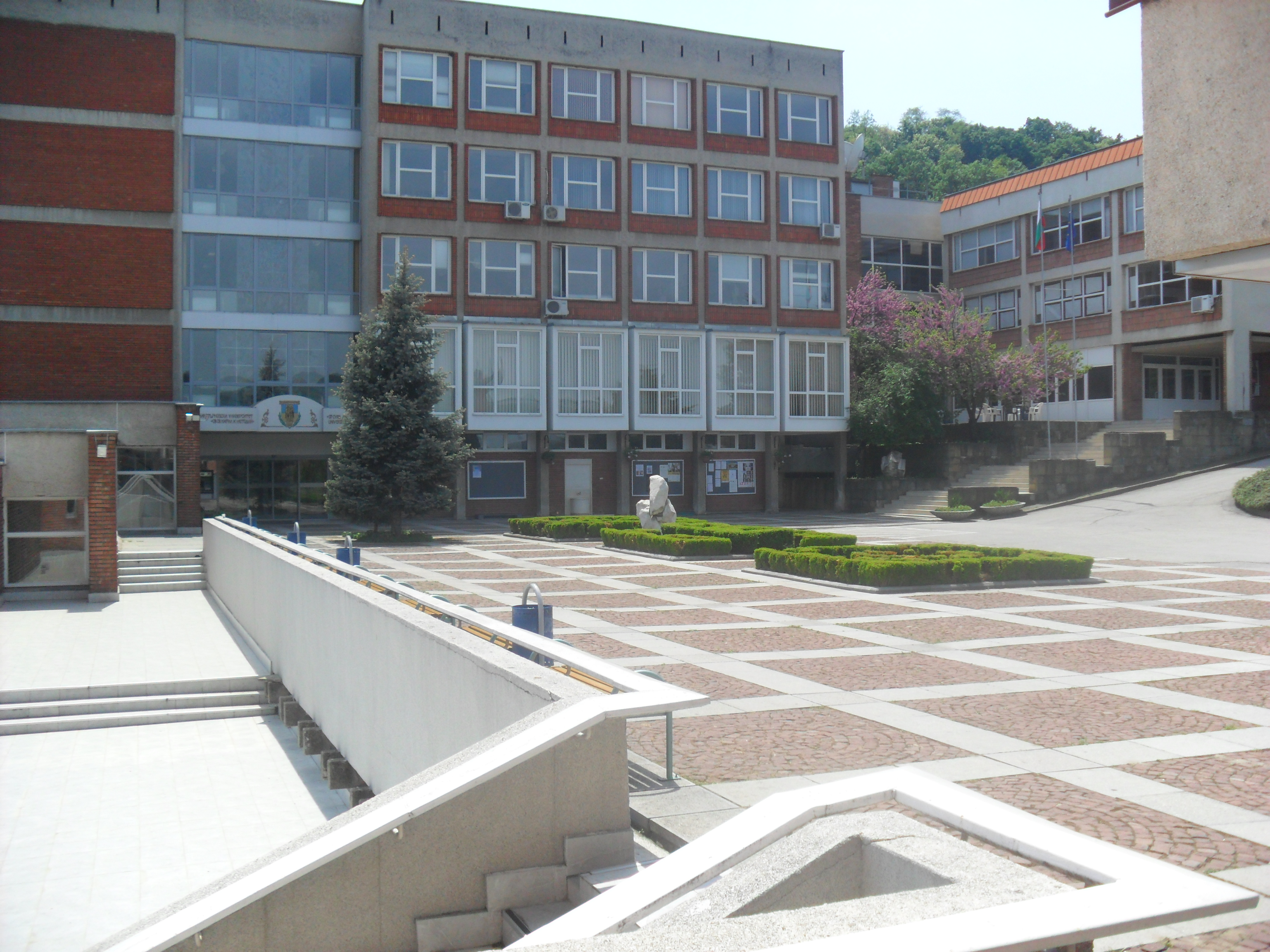
Rectorado

## Historia
La Universidad de Veliko Tárnovo fue fundada el 1963 como "Centro Superior Pedagógico". Su fundador fue Akad Aleksander Burmov. La universidad hereda tradiciones educativas y culturales de la famosa Escuela literaria de Tárnovo del siglo XIV. Por decreto del Consejo de Estado de la PRB №586 13 de octubre de 1971 del Instituto Superior Pedagógico en Veliko Tárnovo se transformó en una universidad.

## Estructura
- Facultad de Filológica con Decano: Prof. Dr. Ivanova Tsenka
- Facultad de Históricamente Decano: prof. Ivan Asenov Tyutyundzhiev
- Facultad de Legal con Decano:. Prof Tsvetan Georgiev hoy Sivkov
- Facultad de Pedagógica con Decano: Prof. Venka Petrova Kuteva-Tsvetkova
- Facultad de Accesorios con Decano: Prof. Dobrinka Petkova Zlateva
- Facultad de Filosófica con Decano: Prof .. Dr. Daniela Cristo Tassevska
- Facultad de Matemáticas e Informática con Decano: Prof. Dr. Miroslav Nikolov Gylybov
- Facultad de la teología ortodoxa con Decano. Evgeniy Rusanov Nikolov
- Facultad de Bellas Artes con Decano. Boris Georgiev Zhelev

ramas